# Hanns Lange
Oskar Johannes („Hanns“) Lange (* 6. Oktober 1891 in Dresden; † 19. Februar 1970 ebenda) war ein deutscher Kammersänger.

## Leben und Wirken
Er war der Sohn des Sattlermeisters Friedrich Oswald Lange und wurde in der Wiesenthorstraße 11 geboren. Nach dem Schulbesuch und einer Musikausbildung in Dresden debütierte er 1912 an der Königlichen Hofoper (Semperoper) in Dresden, an der er bis 1945 wirkte. Er sang zunächst als lyrischer Tenor, später spezialisierte er sich auf das Buffo- und Charakterfach. In Dresden nahm er an zahlreichen wichtigen Uraufführungen und Premieren teil und wirkte zwischen 1938 und 1944 dort auch als Regisseur.
Nach der Zerstörung der Semperoper beim Luftangriff auf Dresden im Februar 1945 und Kriegsende wechselte Lange als Regisseur und Sänger an die Volksoper und ging 1949 als Oberspielleiter an die Landesbühnen Sachsen in Radebeul.
Von 1916 bis zur Scheidung 1919 war er mit der Konzertsängerin Helga Petri, der Tochter des Hofkonzertmeisters Henri Wilhelm Petri, verheiratet.
Während des Nationalsozialismus gehörte Lange der Reichskulturkammer an und war Leiter der Reichstheaterkammer im Gau Sachsen. Martin Kleber war sein Stellvertreter. Lange trat zum 1. Mai 1937 der NSDAP bei.